# 在田楼
24°02′44.83″N 117°05′01.55″E / 24.0457861°N 117.0837639°E
在田樓位於福建詔安縣官陂鎮，張廖姓十一世祖益桓公建於清朝乾隆年間，有超級土樓之稱。在田樓直徑為94.5米，樓高三層12米，底牆厚達1.8米，是最大的八卦形土楼。其建築按八卦精義而成，主樓依八卦分為8大部分，每一卦再分為8間房，合六十四卦64間房。現在樓心有六房四衍德堂祖祠。